# Sahle-Work Zewde
Sahle-Work Zewde (tiếng Amharic: ሳህለወርቅ ዘውዴ, sinh ngày 21 tháng 2 năm 1950) là một nhà ngoại giao Ethiopia và là Tổng thống thứ 4 và hiện tại của Ethiopia, người phụ nữ đầu tiên nắm giữ chức vụ này. Bà được bầu làm tổng thống nhất trí bởi các thành viên của Quốc hội Liên bang vào ngày 25 tháng 10 năm 2018.
Sahle-Work trước đây là một nhà ngoại giao chuyên nghiệp, là đại diện đặc biệt của Tổng thư ký Liên Hợp Quốc António Guterres cho Liên minh châu Phi và Trưởng Văn phòng Liên Hợp Quốc đến Liên minh châu Phi ở cấp dưới Tổng thư ký Liên Hợp Quốc.

## Tiểu sử
Sahle-Work học trường tiểu học và trung học tại Lycée Guebre-Mariam ở Addis Ababa, sau đó cô học ngành khoa học tự nhiên tại Đại học Montpellier, Pháp. Bà thông thạo tiếng Amharic, tiếng Pháp và tiếng Anh.